# Fowlerton (Indiana)
Pour les articles homonymes, voir Fowlerton.
La ville de Fowlerton est située dans le comté de Grant, dans l’État de l’Indiana, aux États-Unis, aux États-Unis. Sa population s’élevait à 261 habitants lors du recensement de 2010, estimée à 250 habitants en 2016.

## Source
- (en) Cet article est partiellement ou en totalité issu de l’article de Wikipédia en anglais intitulé « Fowlerton, Indiana » (voir la liste des auteurs).